# 宮崎映画祭
宮崎映画祭（みやさきえいがさい）は、宮崎県宮崎市で1995年以来、毎年開催される映画祭。宮崎映画祭実行委員会が主催している。

## 概要
1995年、当時喫茶店を経営していた石田達也が発起人となり実行委員会を立ち上げた。実行委員メンバーはすべてボランティアである。
映画祭は年を追うごとに話題を呼び、2010年で16回目の開催となった。2000年度は4月、2007年は6月に開催されていたが、2008年以降は毎年7月に開催されている。

## 開催リスト
| 回数   | 開催場所                                           | テーマ                                                 | 上映作品 | ゲスト |
| ------ | -------------------------------------------------- | ------------------------------------------------------ | --- | --- |
| 第1回  | シーガイアワールドコンベションセンター             | 映画生誕100周年                                        | 春にして君を想う、我が人生最悪の時、遥かな時代の階段を、119、アラビアのロレンス、 フレデリック・バックの世界、平成狸合戦ぽんぽこ、月光少年、棒の哀しみ、ショッピング、JM、愛の新世界 | 永瀬正敏(俳優)、林海象(映画監督)、鈴木砂羽(女優)、 余為彦(映画監督)、岡村洋一(俳優) |
| 第2回  | シーガイアワールドコンベションセンター             | 愛                                                     | 音のない世界で、モスラ対ゴジラ、絵の中のぼくの村、トキワ荘の青春、お日柄もよくご愁傷さま、BeRLiN、Shall we ダンス?、シコふんじゃった。、ファンシィダンス、ストレンジ・デイズ、 フライド・グリーン・トマト、The Joy Luck Club、スモーク、プリシラ、コールド・フィーバー、 君さえいれば/金枝玉葉、乙女の祈り                                                                                                 | 市川準(映画監督)、周防正行(映画監督)、竹中直人(俳優)、 戸田奈津子(映画字幕翻訳家)、東陽一(映画監督)、 原田美枝子(女優) |
| 第3回  | 宮崎県立芸術劇場イベントホール                     | Borderless Movies 映画は国境を越えて                   | ミルドレッド、ビフォア・ザ・レイン、ユリシーズの鐘、アンダーグラウンド、 麻雀放浪記、ガクの絵本、フランキースターライト、アトランタ・ブギ、 誰かがあなたを愛している、のら猫の日記、欲望の翼、恋する惑星、天使の涙、 ミステリートレイン、うる星やつら2 ビューティフル・ドリーマー、第三の男、 ガメラ 大怪獣空中決戦、ガメラ2 レギオン襲来、お熱いのがお好き、スワロウテイル                                | 和田誠(映画監督・イラストレーター)、樋口真嗣(映画監督)、 メイベル・チャン(映画監督) |
| 第4回  |                                                    | ちょっと、大冒険                                       | 東京日和、Dolphin Through ドルフィン・スルー、心の指紋、ウォレスとグルミット、 ポストマン・ブルース、となりのトトロ、ビリケン、鉄塔武蔵野線、傷だらけの天使、 ミクロコスモス、浮雲、キューブ、遙かなる帰郷、丹下左膳余話 百萬両の壺、 薄桜記、もののけ姫、ビッグ・ウェンズデー、パンダコパンダ、ルパン三世 カリオストロの城、 風の谷のナウシカ、天空の城ラピュタ、魔女の宅急便、紅の豚、萌の朱雀、2/デュオ | SABU(映画監督)、大杉漣(俳優)、堀部圭亮(俳優)、 阪本順治(映画監督)、真木蔵人(俳優)、余貴美子(女優)、丸山昇一(脚本家)、長尾直樹(映画監督)、銀林みのる(作家)、ヴィンチェンゾ・ナタリ(映画監督)、寺脇研(映画評論家)                                               |
| 第5回  |                                                    | もう一度、映画に恋してみよう                           | まひるのほし、A、愚か者 傷だらけの天使、がんばっていきまっしょい、晩春、ひまわり、オープン・ユア・アイズ、きみのためにできること、ガメラ3 邪神覚醒、あ、春、ビザと美徳、八岐之大蛇の逆襲、タイタニック | 佐藤真(映画監督)、森達也(映画監督)、阪本順治(映画監督)、真木蔵人(俳優)、磯村一路(映画監督)、篠原哲雄(映画監督)、金子修介(映画監督)、樋口真嗣(映画監督)、相米慎二(映画監督)、伊藤和典(脚本家)、斉藤由貴(女優)、寺脇研(映画評論家)                              |
| 第6回  | 宮崎セントラル会館、宮崎県立芸術劇場イベントホール | 九州・沖縄サミット宮崎外相会合開催記念                 | こねこ、どこまでもいこう、のど自慢、ナビィの恋、地獄、昼下がりの情事、ゴースト・ドッグ、トゥルークライム、ゴッド・アンド・モンスター、ポーラX、カリスマ | 井筒和幸(映画監督)、木下ほうか(女優)、中江裕司(映画監督)、室井滋(女優) |
| 第7回  |                                                    | なんでももりもり観なさい。やがて血となる肉となる。     | ヤンヤン 夏の想い出、幕末太陽傳、キートン大列車追跡、あしたはきっと…、EUREKA、風花、新・仁義なき戦い、アヴァロン、こころの湯 | 柳下美恵(無声映画伴奏者)、三原光尋(映画監督)、阪本順治(映画監督)、豊川悦司(俳優)、押井守(映画監督)、伊藤和典(脚本家) |
| 第8回  |                                                    | それぞれの立場〜何が正しいかではなく、何が大切なのか〜 | 光と闇の伝説 コリン・マッケンジー もうひとりのグリフィス、害虫、PROMISE、ノンストップ・ガール、愛しのローズマリー、フランダースの犬、MARCO 母をたずねて三千里、病院で死ぬということ、美しい夏キリシマ、鬼が来た!、カサブランカ、クレヨンしんちゃん 嵐を呼ぶ アッパレ!戦国大合戦、パコダテ人、とらばいゆ、天国から来たチャンピオン                                                                          | 黒木和雄(映画監督)、香川照之(俳優)、原恵一(映画監督)、前田哲(映画監督)、宮崎あおい(女優)、松田一沙(女優)、今井雅子(脚本家)、大谷健太郎(映画監督)、立川志らく(落語家)                                                                                          |
| 第9回  |                                                    | 前へ、まえへーー                                       | ジェイ&サイレント・ボブ 帝国への逆襲、1票のラブレター、ブラッド・ワーク、クリスティーナの好きなコト、クローサー、ゴジラvsデスギラス、blue、勝手にしやがれ、棒たおし!、アカルイミライ、ストロベリーフィールド、ラスト・プレゼント | 林家しん平(落語家、映画監督)、螢雪次朗(俳優)、堀江慶(俳優)、狗飼恭子(脚本家)、加藤大賀(俳優)、安藤尋(映画監督)、篠崎誠(映画監督)、寺島進(俳優)、前田哲(映画監督)、松本稔(脚本家)、平愛梨(女優)、金子恭平(俳優)FLAME(ダンスボーカルユニット)、黒沢清(映画監督) |
| 第10回 |                                                    | そしてCinemaはつづく                                   | そして人生はつづく、犬と歩けば チロリとタムラ、ぼくの好きな先生、白百合クラブ東京へ行く、ヤマムラアニメーション図鑑、留守番ビデオ、絞殺魔、悪い男、ドッペルゲンガー、東京物語、機動戦士ガンダム（劇場版）、この世の外へ クラブ進駐軍、みなさん、さようなら、ジョゼと虎と魚たち、裁かるゝジャンヌ | 犬童一心(映画監督)、阪本順治(映画監督)、富野由悠季(映画監督) |
| 第11回 |                                                    | すべては、ここからはじまる                             | サマリア、バンジージャンプする、ベルリン・フィルと子どもたち、ベルヴィル・ランデブー、ガールフレンド、voices、アマレット、コニー&カーラ、エンドレスサマーII、春夏秋冬そして春、オペレッタ狸御殿、カナリア、ニワトリはハダシだ | 森﨑東(監督)、廣木隆一(監督)、塩田明彦(監督)、山田キヌヲ(女優)、芳賀優里亜(女優) |
| 第12回 | 宮崎キネマ館、宮崎市民プラザオルブライトホール     | 未来へのリズム                                         | パリところどころ、アワーミュージック、スパングリッシュ、Touch the Sound 、小さな恋のステップ、鴛鴦歌合戦、アクメッド王子の冒険、眠れる森の美女、長靴をはいた猫、ローマの休日、100万人の娘たち、いつか読書する日、世界、シムソンズ、疾走 | 緒方明(映画監督)、佐藤祐市(映画監督)、SABU(映画監督)、仁科亜季子(女優) |
| 第13回 | 宮崎キネマ館、宮崎市民プラザオルブライトホール     | みんな映画で、つながっている。                         | 逃亡くそたわけ、友だちのうちはどこ?、スキャナー・ダークリー、ママの遺したラヴソング、麦の穂をゆらす風、カルメン故郷に帰る、パリ、テキサス、ストロベリーショートケイクス、イン・ザ・スープ、悪魔のいけにえ、叫、終りよければすべてよし、悲しき天使、 歌謡曲だよ、人生は | 黒沢清(映画監督)、大森一樹(映画監督)、羽田澄子(映画監督)、蛭子能収(漫画家、俳優、映画監督)、美波(女優)、河合美智子(女優)、吉沢悠(俳優) |
| 第14回 | 宮崎キネマ館、宮崎市民プラザオルブライトホール     | みんな、幸せになれ。                                   | いのちの食べかた、伊藤の話、地上5センチの恋心、深海獣レイゴー、フェーンチャン ぼくの恋人、オフサイド・ガールズ、ペルセポリス、MY MOTHER IS A BELLY DANCER、タロットカード殺人事件、フレンチ・カンカン、真田風雲録、第七天国、Mayu -ココロの星-、河童のクゥと夏休み、 | 原恵一(映画監督)、秋原正俊(映画監督)、林家しん平(落語家、映画監督)、柳下美恵(無声映画伴奏者)、温水洋一(俳優)、大原まゆ(Mayu -ココロの星の原作者) |
| 第15回 | 宮崎キネマ館、宮崎市民プラザオルブライトホール     | それぞれのシネマ。                                     | それぞれのシネマ、ミツバチのささやき、エル・スール、ロシュフォールの恋人たち、接吻、昴-スバル-、歩いても 歩いても、大丈夫であるように -Cocco 終らない旅-、その土曜日、7時58分、トロピック・サンダー/史上最低の作戦、ワイルドバンチ、サーチャーズ 2.0、トウキョウソナタ、海角七号 君想う、国境の南 | 黒沢清(映画監督)、魏徳聖(映画監督)、田中千絵(女優)、范逸臣(俳優、音楽家) |
| 第16回 | 宮崎キネマ館、宮崎市民プラザオルブライトホール     | ずっと映画を愛している。                               | バグダッド・カフェ、スイートリトルライズ、愛のむきだし、亀は意外と速く泳ぐ、マイマイ新子と千年の魔法、座頭市物語、Love Letter、3時10分、決断のとき、アンナと過ごした4日間、大怪獣決闘 ガメラ対バルゴン、フランケンシュタインの怪獣 サンダ対ガイラ、 ずっとあなたを愛してる、サマーウォーズ、インスタント沼、MM9                                                                                            | 三木聡(映画監督)、樋口真嗣(映画監督)、伊藤和典(脚本家)、温水洋一(俳優) |